# بلجيكيون
البلجيكيون (بالفرنسية: Belges)‏ (بالهولندية: Belgen) (بالألمانية: Belgier) هم الأشخاص الذين ينتمون إلى بلجيكا، وهي دولة تقع في أوروبا الغربية. نظرا لأن بلجيكا دولة متعددة القوميات، فقد تكون هذه الصفة (بلجيكي) سكنية أو قانونية أو تاريخية أو ثقافية وليست عرقية، لكن أغلب البلجيكيون ينتمون إلى مجموعتين لغويتين وهما الفرنسية والهولندية، مع وجود أقلية ألمانية. يوجد شتات بلجيكي كبير في الولايات المتحدة وفرنسا وهولندا.

## الدين
كانت الكاثوليكية الرومانية دين الأغلبية في بلجيكا، حيث أعلن ما يقرب من 65% من البلجيكيين على أنهم كاثوليك. ومع ذلك، بحلول عام 2004، كان مستوى حضور الكنيسة يوم الأحد حوالي 4% إلى 8% فقط (9% من النسبة لإقليم فلاندرز فقط). تحقيق عام 2006 في إقليم فلاندرز على أنها تعتبر منذ فترة طويلة أكثر تدينا من بروكسل أو مناطق فالونيا، حيث أظهر أن 55% من سكانها يسمون أنفسهم متدينين، في حين قال 36% إنهم يعتقدون أن الله خلق العالم.